# Breaza (Prahova)
Breaza è una città della Romania di 14 871 abitanti, ubicata nel distretto di Prahova, nella regione storica della Muntenia.
Fanno parte dell'area amministrativa le località di Breaza de Jos, Breaza de Sus, Frăsinet, Gura Beliei, Irimești, Nistorești, Podu Corbului, Podu Vadului, Surdești e Valea Târsei.
Breaza è situata a 95 km da Bucarest e 42 km da Ploiești e dispone di una stazione ferroviaria sulla linea che unisce la capitale a Brașov.
Il toponimo è il femminile della parola romena breaz, aggettivo usato per designare una persona in gamba, ingegnosa.

## Storia
L'esistenza della città viene registrata per la prima volta in un atto del 1503, nel quale viene nominato un mercante di Breaza di nome Neagoe.
Nel 1622 il territorio di Breaza venne suddiviso tra quattro boiardi, ma nel 1717 Nicolae Mavrocordat lo riunì nuovamente sotto il dominio di Iordache Creţulescu.
Fin dal 1935 Breaza è conoisciuta per le sue acque termali, consigliate per le affezioni del sistema nervoso e cardiovascolari; grazie anche all'ambiente circostante, è una località frequentata per la cura dello stress e per le lunghe convalescenze.

## Monumenti
- La Chiesa di San Nicola (Sfântul Nicolae), costruita nel 1777 e caratterizzata da interessanti pitture sia interne sia esterne e dalla facciata decorata con medaglioni contenenti ritratti di santi.
- La villa di Toma Cantacuzino, costruita nel XVII secolo e ubicata in quello che è oggi un parco nel centro cittadino.
- La Chiesa di San Giorgio (Sfântul Gheorghe), costruita nel 1830 e contenente interessanti pitture a tempera di Radu Vintilescu, parzialmente restaurate nel 1963
- La Chiesa della Trasfigurazione (Schimbarea la Faţă), costruita nel 1892 nello stesso luogo di una preesistente, contenente un ciclo di interessanti pitture a olio.

## Amministrazione

### Gemellaggi
- Giappone, Kawasaki
- Danimarca, Vejle
- Polonia, Pionki